# Open Arms (Mariah Carey-dal)
Az Open Arms Mariah Carey amerikai énekesnő harmadik kislemeze hatodik, Daydream című albumáról. A dal az egyetlen feldolgozás, ami az albumon szerepel; eredetileg a Journey együttes száma volt. Csak az Egyesült Államokon kívül jelent meg.

## Fogadtatása
Az Egyesült Királyságban a Top 5-be került. Nagy sikert aratott a Fülöp-szigeteken, ahol még Carey előző száma, a One Sweet Day is a lista elején volt, és mindkét dal vezette a slágerlistákat több rádiónál. Izraelben a második helyre került; más országokban nem jutott be a Top 10-be a dal.
A kislemezből 700 000 példány kelt el.

## Videóklip
A dal klipjét Larry Jordan rendezte, és egy koncertfelvétel a Madison Square Gardenből. A dal spanyol változatához (El amor que soñé) is itt készült klip, szintén koncertfelvétel. Remixek nem készültek; a kislemezeken az Open Arms mellett többnyire a szintén a Daydream albumon szereplő I Am Free került fel, valamint korábbi Carey-számok koncertfelvételei (Vision of Love, Make It Happen, I’ll Be There, Hero, Without You), esetenként a spanyol változat, egy kislemezre pedig a Slipping Away című, az albumon nem szereplő bónuszdal.

## Változatok
| Ausztrál kislemez 1. (CD, kazetta) 1. Open Arms 2. I Am Free 3. Fantasy (Live) 4. Vision of Love (Live) Ausztrál kislemez 2. (CD, kazetta) 1. Open Arms 2. Slipping Away 3. El amor que sońé Osztrák/spanyol CD kislemez 1. 1. Open Arms 2. Vision of Love (Live) Osztrák/spanyol/dél-afrikai CD kislemez 2., holland 12" kislemez 1. Open Arms 2. Fantasy (Live) 3. Vision of Love (Live) 4. Make It Happen (Live) | Osztrák CD kislemez 3. 1. Open Arms 2. Hero 3. Without You 4. I’ll Be There Osztrák CD kislemez 4. 1. Open Arms 2. I Am Free 3. Fantasy (Live) 4. Vision of Love (Live) Dél-afrikai/brit kazetta 1. Open Arms 2. I Am Free |

## Helyezések
| Slágerlista (1996)            | Legmagasabb helyezés |
| ----------------------------- | -------------------- |
| Ausztrál ARIA kislemezlista   | 27                   |
| Brit kislemezlista            | 4                    |
| Francia Top 100 kislemezek    | 29                   |
| Fülöp-szigeteki kislemezlista | 1                    |
| Izraeli kislemezlista         | 2                    |
| Német kislemezlista           | 72                   |
| Svájci Top 100 kislemezek     | 30                   |